# Сенаки (станция)
Сенаки — станция Грузинской железной дороги. Расположена на линии Тбилиси — Поти, открыта в 1872 году. Является узловой станцией, от которой отходят ответвления Сенаки — Поти и Сенаки — Ингири.

## Описание
Количество путей на станции — 7, из них все электрифицированы. На станции имеется вокзал постройки конца XIX века с билетными кассами и залом ожидания. Платформа станции низкая. В восточном направлении от станции имеются подъездные пути к пакгаузу и различным предприятиям.

## Пассажирское сообщение
По состоянию на 2011 год Сенаки является одной из самых загруженных станций Грузинской железной дороги. Через неё проходят ежедневно десятки грузовых поездов (в основном в сторону Поти). Также имеется довольно оживленное пассажирское движение. По состоянию на 2011 год на станции останавливаются следующие пассажирские поезда:
- № 23 сообщением Зугдиди — Тбилиси (дневной скорый поезд)
- № 24 сообщением Тбилиси — Зугдиди (дневной скорый поезд)
- № 601 сообщением Зугдиди — Тбилиси (ночной поезд)
- № 602 сообщением Тбилиси — Зугдиди (ночной поезд)
- № 849 Поти — Тбилиси (дневной скорый электропоезд)
- № 850 Тбилиси — Поти (ночной скорый электропоезд)
- № 863 Поти — Тбилиси (ночной скорый электропоезд)
- № 864 Тбилиси — Поти (дневной скорый электропоезд)
- № 697 Зугдиди — Кутаиси (электропоезд)
- № 698 Кутаиси — Зугдиди (электропоезд)